# كريستوفر روس
كريستوفر روس (بالإنجليزية: Christopher Rouse)‏ (و. 1949 – 2019 م) هو ملحن، وعالم موسيقى، ومعلم موسيقى، وأستاذ جامعي أمريكي، ولد في بالتيمور، كان عضوًا في الأكاديمية الأمريكية للفنون والآداب، توفي في بالتيمور، عن عمر يناهز 70 عاماً، بسبب سرطان الكلية.

## التعليم
تعلم في جامعة كورنيل، وتعلم في Oberlin Conservatory of Music ‏
.

## جوائز
حصل على جوائز منها:
- جائزة غرامي (2002)
- جائزة بوليتزر عن فئة الموسيقى (1993)
- جائزة مركز كينيدي فريدهايم [الإنجليزية]‏ (1988)

## روابط خارجية
- كريستوفر روس على موقع ميوزك برينز (الإنجليزية)
- كريستوفر روس على موقع أول ميوزيك (الإنجليزية)
- كريستوفر روس على موقع ديسكوغز (الإنجليزية)